# Mooie sachembij
De mooie sachembij (Anthophora aestivalis) is een vliesvleugelig insect. De wetenschappelijke naam van de soort is voor het eerst in 1801 door Panzer geldig gepubliceerd.
De mooie sachembij geldt als zeer zeldzaam. De meest recente waarneming op waarneming.nl dateert uit 2025, maar ze is daarvoor sinds 1950 in Nederland niet waargenomen.